# História dos judeus na Bielorrússia

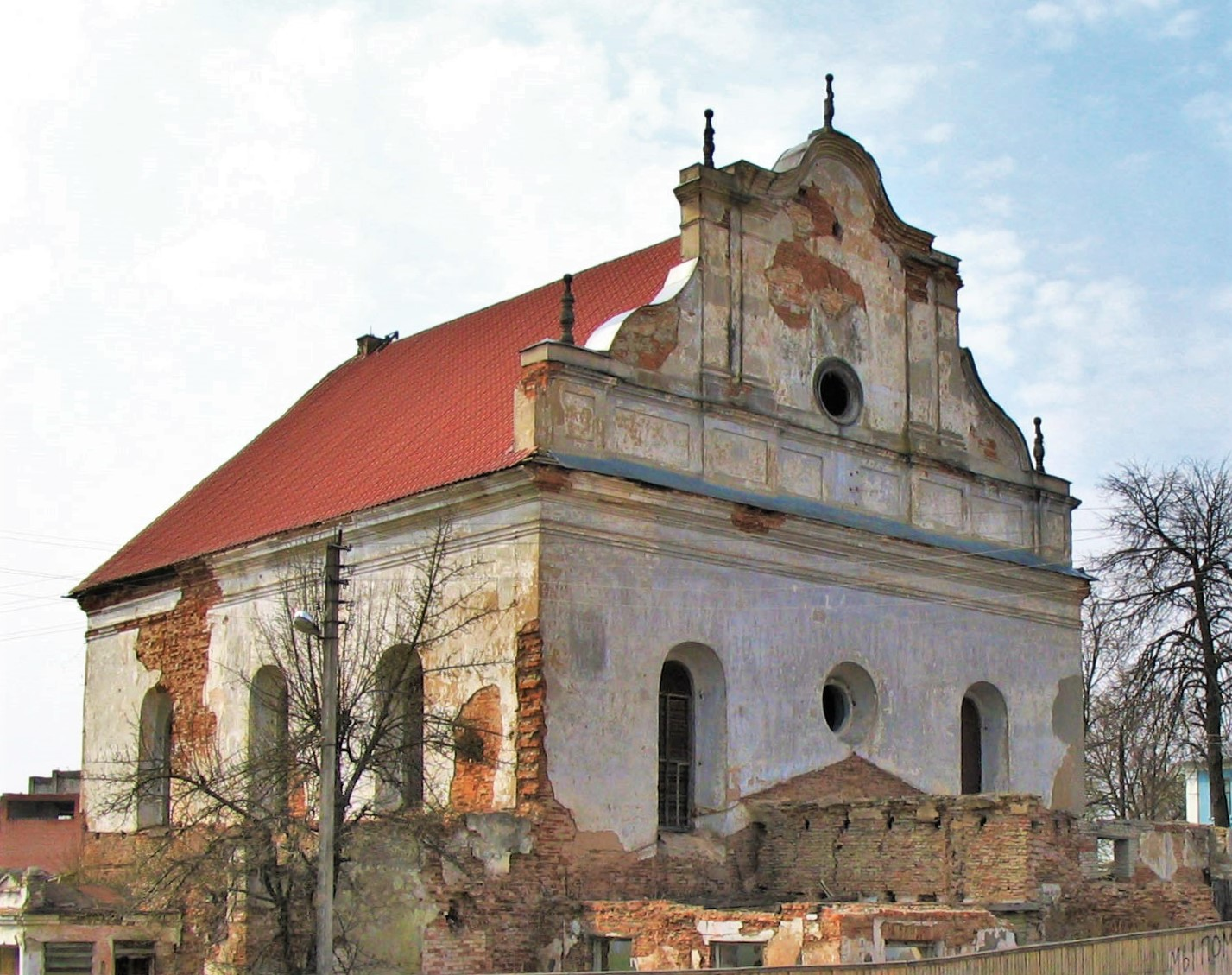
Construção de uma sinagoga em Slonim, origem da dinastia hassídica de Slonim

Os judeus na Bielorrússia formavam o terceiro maior grupo étnico do país na primeira metade do século XX. Antes da Segunda Guerra Mundial, os adeptos do judaísmo compreendiam mais de 40% da população urbana; cidades como Minsk, Pinsk, Mahiliou, Babrujsk, Viciebsk e Homiel tinham mais de 50% de sua população de origem judaica. Em 1939 existiam no total 375.000 judeus na Bielorrússia, isto é, cerca de 13% da população total do país. Cerca de 246.000 judeus - 66% da população de judeus do país à época - foram mortos durate o Holocausto. Em 2005 existiam cerca de 55.000 fieis da religião no país.
Entre os judeus de renome nascidos na Bielorrússia estão Marc Chagall, Mendele Mocher Sforim, Chaim Weizmann e Menachem Begin.